# Bryaxis girinensis
Bryaxis girinensis (лат.) — вид жуков-ощупников рода Bryaxis (Pselaphinae) из семейства стафилиниды. Южная Корея. Вид назван в честь типового местонахождения — Гирин-мён (Girin-myeon).

## Распространение
Южная Корея (Girin-myeon, Индже, Канвондо).

## Описание
Мелкие коротконадкрылые жуки-ощупники. Длина тела менее 2 мм (от 1,62 мм). Основная окраска красновато-коричневая. Усики 11-члениковые. От близких видов отличается следующими признаками: педицели антенн менее крупные субшаровидные, с дорсолатеральным железистым узелком на субапикальной стороне; передние голени с шипиком на внутренней стороне в самой широкой точке; парамеры гениталий самца с впадиной на латеральном крае и тремя волосками на апикальной стороне. Фасеточные глаза с 34 фасетками. Вид имеет сходство с Bryaxis nemorosus Choi, Park, Lee & Park, 2023 по форме антенномеров IV—XI. Голотип был собран при просеивании паводковых обломков в смешанном лесу.